# Ernst A. Kramer
Ernst August Kramer (* 1. Juli 1944 in Bregenz) ist ein schweizerisch-österreichischer Rechtswissenschaftler mit österreichischer Staatsangehörigkeit.

## Leben
Ernst A. Kramer studierte von 1962 bis 1966 die Rechtswissenschaft an der Universität Wien und wurde 1967 zum Doktor der Rechte promoviert. Bis 1972 war er Universitätsassistent am Institut für Internationales Privatrecht und Privatrechtsvergleichung der Universität Salzburg. 1971 folgte dort seine Habilitation mit venia legendi für österreichisches Privatrecht,  Privatrechtsvergleichung und Methodenlehre des Privatrechts.
Von 1972 bis 1974 wirkte Kramer als Universitätsdozent an der Lehrkanzel für Österreichisches und Internationales Handels- und Wirtschaftsrecht sowie Bürgerliches Recht der Universität Salzburg, von 1974 bis 1977 als Ordinarius für Handels- und Wertpapierrecht an der Universität Innsbruck und von 1977 bis 1992 in dieser Funktion für Privat- und Handelsrecht an der Universität St. Gallen. Von 1979 bis 1980 war er darüber hinaus Vorstand der dortigen Juristischen Abteilung. 1984 bis 1991 war er Direktor des Instituts für Europäisches und Internationales Wirtschafts- und Sozialrecht an der Universität St. Gallen. Seit 1992 lehrte Kramer auch an der Universität Basel als Ordinarius für Privatrecht. 1994 und 2001 war er dort Dekan der Juristischen Fakultät. 2009 wurde Kramer emeritiert.
Kramer ist seit 1990 Mitglied der Accademia dei Giusprivatisti Europei in Pavia, seit 2002 Korrespondierendes Mitglied der Österreichischen Akademie der Wissenschaften und seit 2015 ausländisches Mitglied des Istituto Lombardo Accademia di Scienze e Lettere.
Ernst A. Kramer ist Konsulent bei der Wirtschaftskanzlei Vischer in Zürich und Basel. Er ist verheiratet mit Karin Verena Kramer geborene Poley. Sie wohnen in St. Gallen.

## Auszeichnungen
- Theodor-Körner-Preis für die Habilitationsschrift (1971).
- Ehrendoktorwürde (Dr. iur. h. c.) der Universität Luzern (2007).
- Ehrendoktorwürde (Dr. iur. h. c.) der Universität Freiburg im Üechtland (2015).

## Schriften (Auswahl)

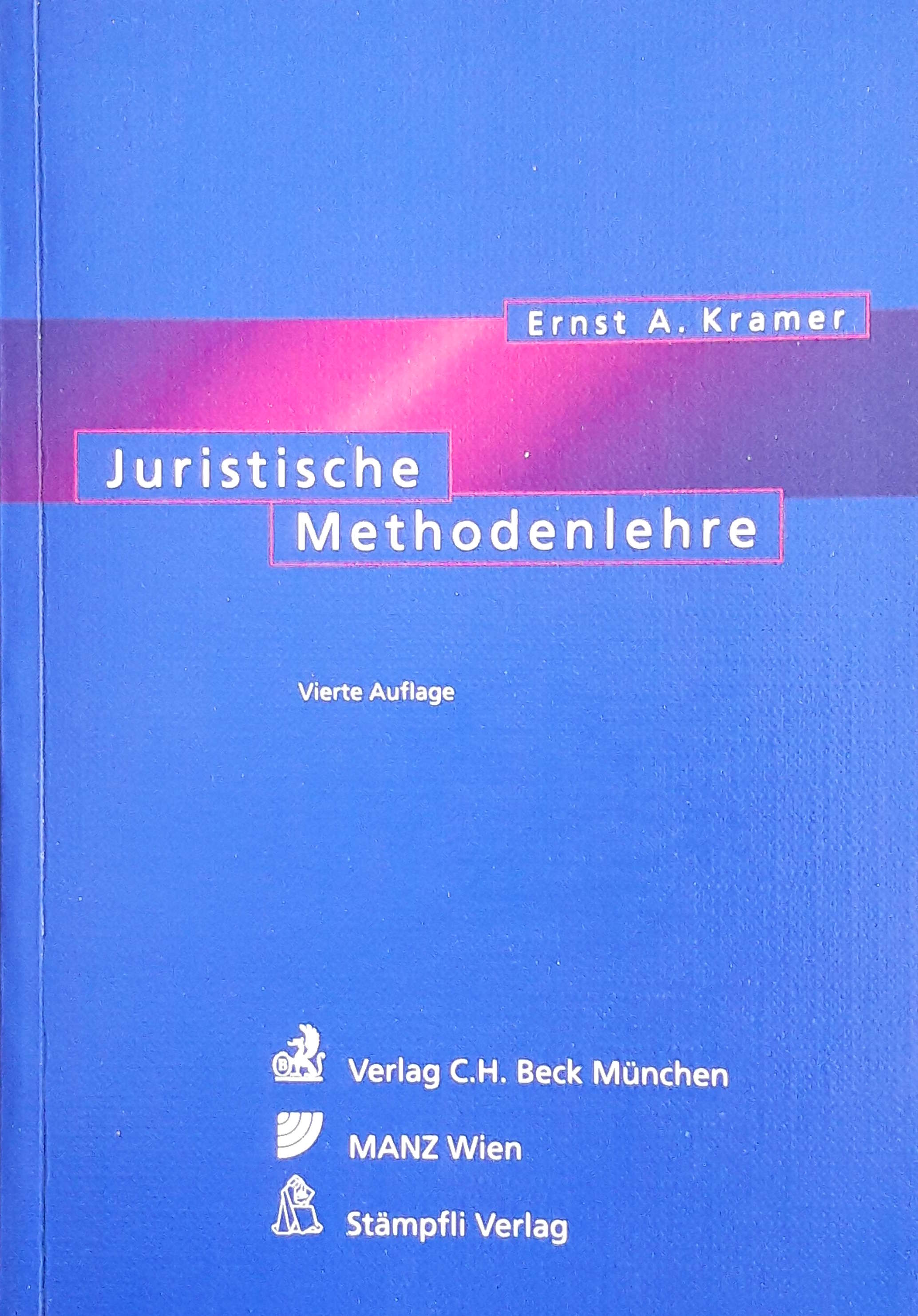
Die Juristische Methodenlehre von Ernst A. Kramer ist zuletzt 2019 in 6. Auflage erschienen.

- Grundfragen der vertraglichen Einigung. Konsens, Dissens und Erklärungsirrtum als dogmatische Probleme des österreichischen, schweizerischen und deutschen Vertragsrechts. Fink, München 1972 (Habilitationsschrift, Universität Salzburg, 1971).
- mit Hans-Georg Koppensteiner: Ungerechtfertigte Bereicherung. De Gruyter, Berlin 1975; 2. Auflage 1988, ISBN 3-11-009755-9.
- Der Irrtum beim Vertragsschluss. Eine weltweit rechtsvergleichende Bestandsaufnahme. Schulthess, Zürich 1998, ISBN 3-7255-3681-3.
- Juristische Methodenlehre. Stämpfli, Bern 1998; 5. Auflage 2016, ISBN 978-3-7272-3230-5.
- Obligationenrecht, Allgemeiner Teil. Grundkurs. Helbing & Lichtenhahn, Basel 2009; 2. Auflage, mit Thomas Probst, 2013, ISBN 978-3-7190-3279-1.
- hrsg. mit Max Leitner: Das Recht in Zitaten. Stämpfli, Bern 2012, ISBN 978-3-7272-7714-6.
- Zuhause im deutschen Rechtskreis und in angrenzenden Gebieten des europäischen Privatrechts. Zeitschrift für Europäisches Privatrecht (ZEuP). Beck, München 2017. S. 625–638.